# Dante Ferretti
Dante Ferretti (Macerata, 26 febbraio 1943) è uno scenografo e costumista italiano.
Celebre a livello internazionale grazie alle sue numerose collaborazioni in importanti produzioni hollywoodiane, vincitore di vari riconoscimenti, tra cui tre premi Oscar.

## Biografia

### Gli inizi italiani
Dante Ferretti nasce il 26 febbraio 1943 a Macerata, figlio di un piccolo mobiliere, dove frequenta con profitto mediocre l'Istituto d'arte, iniziando presto ad avvicinarsi al mondo del cinema e, in particolare, alla scenografia. Finiti gli studi scolastici si trasferisce a Roma, mentre si diploma presso l'Accademia delle Belle Arti, lavora in qualità di assistente scenografo a fianco dell'architetto Aldo Tomassini Barbarossa con cui collabora a due Peplum, "Le prigioniere dell'isola del diavolo" e "Il giustiziere dei mari", entrambi girati ad Ancona, tra il monte Conero e la zona del porto: verranno ricostruite le atmosfere dei Caraibi sul mare Adriatico. La sua carriera comincia proprio nelle Marche, terra che aveva lasciato per inseguire il sogno del Cinema a Roma e che resterà sempre fondamentale come ispirazione per le sue geniali invenzioni scenografiche. Successivamente, come assistente dello scenografo Luigi Scaccianoce, partecipa alla lavorazione di alcuni film di Pier Paolo Pasolini quali Il Vangelo secondo Matteo (1964), Uccellacci e uccellini (1966), Edipo re (1967). Sempre con Pasolini firma Medea (1969), il suo primo lavoro di scenografo, iniziando così una collaborazione che lo vedrà impegnato fino all'ultima opera del grande regista, Salò o le 120 giornate di Sodoma (1975). Le sue grandi capacità vengono notate fin dai primi esordi. Nel 2025, 50 anni dopo l'omicidio Pasolini, esce il libro "Bellezza imperfetta. Io e Pasolini" a cura di David Miliozzi, in cui Dante Ferretti ci racconta il suo lungo sodalizio artistico con Pier Paolo Pasolini, 12 anni e 8 film insieme che hanno segnato la storia del Cinema. In questo libro lo scenografo premio Oscar ci racconta tutta la sua gratitudine verso il suo primo grande Maestro, tratteggiando un ritratto inedito e sorprendente di uno dei più importanti intellettuale del Novecento.
In seguito lavora con importanti registi italiani come Marco Bellocchio, Elio Petri, Sergio Citti, Liliana Cavani, Marco Ferreri, Luigi Comencini, Ettore Scola e Franco Zeffirelli, mentre si afferma anche come scenografo teatrale, allestendo numerose opere nei teatri di tutto il mondo. Particolarmente fortunato il sodalizio con Federico Fellini durato cinque film, da Prova d'orchestra (1979) fino a La voce della Luna (1990), ultima opera del maestro riminese. Le sue imponenti scenografie si rivelano congeniali alla vena fantastica e onirica delle atmosfere felliniane.

### La scena internazionale
Verso la metà degli anni ottanta, Ferretti sposta la sua attenzione all'estero; arriva così la consacrazione a livello internazionale con film dalle atmosfere affascinanti o fantastiche come Il nome della rosa, quando collabora con il regista Jean-Jacques Annaud per la versione cinematografica del romanzo omonimo di Umberto Eco, Le avventure del barone di Munchausen dell'ex-Monty Python Terry Gilliam, per il quale ottiene la prima candidatura all'Oscar. Nel 1990, firma le scenografie dell'Amleto di Franco Zeffirelli, ottenendo la seconda candidatura all'Oscar, entrambe insieme alla moglie Francesca Lo Schiavo, arredatrice di set e sua abituale collaboratrice.

### L'approdo a Hollywood e i successi
Nel 1993 inizia con il film L'età dell'innocenza (che gli vale la terza candidatura all'Oscar), la collaborazione con Martin Scorsese, conosciuto anni prima a Cinecittà, sul set del film La città delle donne di Fellini (di cui Scorsese era un grande ammiratore), un legame che consente a Ferretti di sbrigliare liberamente la propria fantasia e la propria creatività, ideando scenografie indimenticabili: da Casinò (1995) a Kundun (1997) (scenografie e costumi che gli valgono la quinta candidatura agli Oscar), da Gangs of New York (2002) (per il quale ha ricostruito la New York di fine '800 nei teatri di posa di Cinecittà) a The Aviator (2004) che questa volta frutta a lui e alla moglie Francesca l'ambita statuetta.
Ferretti firma anche le scenografie di altre grandi produzioni americane come Intervista col vampiro (1994) di Neil Jordan (sua quarta candidatura), Titus (1999) di Julie Taymor, Ritorno a Cold Mountain (2003) per la regia di Anthony Minghella; successivamente ha collaborato con Tim Burton, regista creativo e visionario, nel film Sweeney Todd - Il diabolico barbiere di Fleet Street, per il quale, nel 2008 vince di nuovo l'Oscar. Nel 2009 torna a lavorare con Scorsese, creando le scenografie di Shutter Island. Nel 2012 ottiene il terzo Premio Oscar della carriera, grazie alle scenografie di Hugo Cabret, l'ennesima collaborazione con il regista italo-americano.
Nel 2005 ha presieduto la giuria internazionale della 62ª Mostra internazionale d'arte cinematografica di Venezia.
Nel 2022 esce la sua prima autobiografia, Immaginare prima. Le mie due nascite, il Cinema, gli Oscar  con la casa editrice romana Jimenez, un volume diviso in due parti; nel primo tempo Dante Ferretti si racconta in prima persona, a cominciare dal terribile attacco aereo che colpì la sua città il 3 aprile del 1944, quando ancora neonato rimase per più di dieci ore intrappolato sotto le macerie della propria casa distrutta dal bombardamento alleato; uno spaccato di storia italiana, dal dopoguerra al boom economico, in un amarcord pieno di poesia, in cui il Maestro si racconta attraverso immagini inedite e confidenze intime, dall'infanzia all'adolescenza al sogno del Cinema, che lo farà partire pieno di speranze per Roma alla fine degli anni Cinquanta. Nel secondo tempo la voce passa allo scrittore e sceneggiatore David Miliozzi, che ci porta dietro le quinte di tanti capolavori che hanno fatto la storia del Cinema mondiale, raccontando la strepitosa carriera di Dante Ferretti e le collaborazioni con Pasolini, Fellini, Cavani, Scorsese, Burton, De Palma e tanti altri Maestri che hanno lasciato un segno indelebile nella sua arte come nella sua vita.

### Teatro
Ferretti ha curato le scene di svariate opere liriche, sua altra grande passione, nei più importanti teatri del mondo, tra cui il Teatro alla Scala di Milano, il Teatro Regio di Torino, il Metropolitan Opera House di New York, l'Opéra national de Paris di Parigi, la Royal Opera House di Londra, il Teatro Colón di Buenos Aires e altri ancora. Tra le opere si ricorda La traviata nell'allestimento del 1992 per la regia di Liliana Cavani, ancora rappresentata; ha in seguito disegnato le scene de La mosca di Howard Shore per la regia di David Cronenberg, opera tratta dall'omonimo film, rappresentata nel Théâtre du Châtelet a Parigi.
Il 25 luglio 2008 ha esordito come regista allo Sferisterio di Macerata, sua città natale, con un nuovo allestimento dell'opera Carmen di Georges Bizet. In questa regia, Ferretti ha riambientato la storia nella Spagna franchista degli anni '30 e le scene e i costumi, molto austeri, ricordano molto i film di registi quali Pasolini, Rossellini, Fellini, De Sica. Nel cast dell'opera spiccavano Nino Surguladze (Carmen), Irina Lungu (Micaela), Philippe Do (Don Josè), SImone Alberghini (Escamillo), Carlo Montanaro (direttore).
Successivamente collabora alla realizzazione delle scenografie del parco Tematico Cinecittà World.

### Tributi
A partire dal 2009 il Bari International Film Festival intitola a Ferretti il premio per la migliore scenografia. Nell'autunno del 2013 il Museum of Modern Art di New York lo ha celebrato con una rassegna di film.
Fa parte della Fondazione Italia USA.
Nel 2016 ha progettato gli apparati decorativi e scenografici dell'atrio e della sala principale per l'ammodernamento e la riapertura, avvenuta il 20 gennaio 2018, del famoso Cinema Fulgor di Rimini. Sono stati creati in stile Los Angeles, ispirati alle sale cinematografiche hollywoodiane degli anni ’30 e ’40 con l'utilizzo di materiali di qualità come legno e marmo.

## Filmografia

### Scenografo
- Medea, regia di Pier Paolo Pasolini (1970)
- Io non vedo, tu non parli, lui non sente, regia di Mario Camerini (1971)
- Il Decameron, regia di Pier Paolo Pasolini (1971)
- La classe operaia va in paradiso, regia di Elio Petri (1971)
- I racconti di Canterbury, regia di Pier Paolo Pasolini (1972)
- Sbatti il mostro in prima pagina, regia di Marco Bellocchio (1972)
- Storie scellerate, regia di Sergio Citti (1974)
- Mio Dio, come sono caduta in basso!, regia di Luigi Comencini (1974)
- Delitto d'amore, regia di Luigi Comencini (1974)
- Il fiore delle Mille e una notte, regia di Pier Paolo Pasolini (1974)
- Salò o le 120 giornate di Sodoma, regia di Pier Paolo Pasolini (1975)
- La presidentessa, regia di Luciano Salce (1977)
- Il mostro, regia di Luigi Zampa (1977)
- Todo modo, regia di Elio Petri (1977)
- Casotto, regia di Sergio Citti (1977)
- Eutanasia di un amore, regia di Enrico Maria Salerno (1978)
- Il gatto, regia di Luigi Comencini (1978)
- Ciao maschio, regia di Marco Ferreri (1978)
- Prova d'orchestra, regia di Federico Fellini (1978)
- La città delle donne, regia di Federico Fellini (1980)
- Il minestrone, regia di Sergio Citti (1981)
- La pelle, regia di Liliana Cavani (1981)
- Storie di ordinaria follia, regia di Marco Ferreri (1981)
- Il mondo nuovo, regia di Ettore Scola (1982)
- Oltre la porta, regia di Liliana Cavani (1982)
- E la nave va, regia di Federico Fellini (1983)
- Pianoforte, regia di Francesca Comencini (1984)
- Dagobert, regia di Dino Risi (1984)
- Il futuro è donna, regia di Marco Ferreri (1984)
- Ginger e Fred, regia di Federico Fellini (1986)
- Il nome della rosa (The Name of Rose), regia di Jean-Jacques Annaud (1986)
- Le avventure del barone di Munchausen (The Adventures of Baron Munchausen), regia di Terry Gilliam (1988)
- Lo zio indegno, regia di Franco Brusati (1989)
- La voce della Luna, regia di Federico Fellini (1990)
- Amleto, regia di Franco Zeffirelli (1990)
- L'età dell'innocenza (The Age of Innocence), regia di Martin Scorsese (1993)
- Intervista col vampiro (Interview with the Campire), regia di Neil Jordan (1994)
- Casinò (Casino), regia di Martin Scorsese (1995)
- Kundun, regia di Martin Scorsese (1997)
- Vi presento Joe Black (Meet Joe Black), regia di Martin Brest (1998)
- Al di là della vita (Bringing Out the Dead), regia di Martin Scorsese (1999)
- Titus, regia di Julie Taymor (1999)
- Gangs of New York, regia di Martin Scorsese (2002)
- Ritorno a Cold Mountain (Cold Mountain), regia di Anthony Minghella (2003)
- The Aviator, regia di Martin Scorsese (2004)
- Black Dahlia, regia di Brian De Palma (2006)
- Sweeney Todd - Il diabolico barbiere di Fleet Street (Sweeney Todd: The Demon Barber of Fleet Street), regia di Tim Burton (2007)
- Shutter Island, regia di Martin Scorsese (2010)
- Hugo Cabret (Hugo), regia di Martin Scorsese (2011)
- Il settimo figlio (Seventh Son), regia di Sergej Vladimirovič Bodrov (2014)
- Cenerentola (Cinderella), regia di Kenneth Branagh (2015)
- Silence, regia di Martin Scorsese (2016)

### Aiuto scenografo
- Il Vangelo secondo Matteo, regia di Pier Paolo Pasolini (1964)
- Il compagno don Camillo, regia di Luigi Comencini (1965)
- Operazione San Gennaro, regia di Dino Risi (1966)
- Uccellacci e uccellini, regia di Pier Paolo Pasolini (1966)
- Edipo re, regia di Pier Paolo Pasolini (1967)
- Fellini Satyricon, regia di Federico Fellini (1969)

### Costumista
- Mio Dio, come sono caduta in basso!, regia di Luigi Comencini (1974)
- Kundun, regia di Martin Scorsese (1997)
- Silence, regia di Martin Scorsese (2016)

### Attore
- Birdwatching, regia Luca Attilii, Fabio Massimo Iaquone ed Erminia Palmieri – documentario cortometraggio (2009)

## Riconoscimenti
- Premio Oscar
  - 1990 - Candidatura alla miglior scenografia per Le avventure del barone di Munchausen
  - 1991 - Candidatura alla miglior scenografia per Amleto
  - 1994 - Candidatura alla miglior scenografia per L'età dell'innocenza
  - 1995 - Candidatura alla miglior scenografia per Intervista col vampiro
  - 1998 - Candidatura ai migliori costumi per Kundun
  - 1998 - Candidatura alla miglior scenografia per Kundun
  - 2003 - Candidatura alla miglior scenografia per Gangs of New York
  - 2005 - Miglior scenografia per  The Aviator
  - 2008 - Miglior scenografia per Sweeney Todd - Il diabolico barbiere di Fleet Street
  - 2012 - Miglior scenografia per Hugo Cabret

- Premio BAFTA
  - 1989 - Miglior scenografia per Le avventure del barone di Munchausen
  - 1993 - Candidatura alla miglior scenografia per L'età dell'innocenza
  - 1994 - Miglior scenografia per Intervista col vampiro
  - 2002 - Candidatura alla miglior scenografia per Gangs of New York
  - 2003 - Candidatura alla miglior scenografia per Ritorno a Cold Mountain
  - 2004 - Miglior scenografia per The Aviator
  - 2012 - Miglior scenografia per Hugo Cabret

- David di Donatello
  - 1982 - Candidatura al miglior scenografo per Storie di ordinaria follia
  - 1983 - Miglior scenografo per Il mondo nuovo
  - 1984 - Miglior scenografo per E la nave va
  - 1986 - Candidatura al miglior scenografo per Ginger e Fred
  - 1987 - Miglior scenografo per Il nome della rosa
  - 1990 - Miglior scenografo per La voce della Luna
  - 1999 - Premio Cinecittà

- Nastro d'argento
  - 1980 - Miglior scenografia per La città delle donne
  - 1984 - Miglior scenografia per E la nave va
  - 1986 - Miglior scenografia per Ginger e Fred
  - 1987 - Miglior scenografia per Il nome della rosa
  - 1990 - Miglior scenografia per Le avventure del barone di Munchausen
  - 1994 - Miglior scenografia per L'età dell'innocenza
  - 1995 - Miglior scenografia per Intervista col vampiro
  - 1997 - Miglior scenografia per Casinò
  - 2000 - Miglior scenografia per Al di là della vita e Titus
  - 2003 - Miglior scenografia per Gangs of New York
  - 2006 - Nastro d'argento speciale per The Aviator
  - 2007 - Miglior scenografia per Black Dahlia
  - 2008 - Candidatura per la miglior scenografia per Sweeney Todd - Il diabolico barbiere di Fleet Street

- Ciak d'oro
  - 1986 - Miglior scenografia per Ginger e Fred
  - 1990 - Miglior scenografia per Le avventure del barone di Munchausen
  - 1991 - Miglior scenografia per Amleto

- Premio Cinearti La chioma di Berenice
  - 1999 - Premio speciale per Kundun
  - 2008 - Miglior scenografia cinematografica per Sweeney Todd - Il diabolico barbiere di Fleet Street
  - 2012 - Miglior scenografia cinematografica per Hugo Cabret